# Richelieu (1940)
El Richelieu fue un acorazado de la armada francesa, líder de su clase, que estuvo en activo durante la Segunda Guerra Mundial. Recibía su nombre en honor al Cardenal Richelieu.

## Diseño
Derivado de la clase Dunkerque, el Richelieu y el Jean Bart, y los no finalizados Clemenceau y Gascogne, fueron diseñados como rivales de la clase Littorio de la Regia Marina. Usaban una inusual disposición para su artillería principal. Sus ocho cañones de 380 mm (15”), se distribuían en dos torres cuádruples situadas ambas en caza.
En el contexto del  tratado de Washington, la disposición en torres cuádruples, suponían una ventaja en lo referente al ahorro de peso en comparación con cuatro torres dobles manteniendo el mismo potencial de fuego. La desventaja, consistía en que un disparo afortunado en una de sus torres, o una avería en su mecanismo, podía dejar sin la mitad de su armamento principal al buque. Otro de sus puntos negativos, era que al estar situado toda su artillería en caza, su ángulo trasero quedaba sin posibilidad de disparar armas de grueso calibre a sus enemigos. 
La clase Richelieu, con sus ocho piezas de 380 mm, eran los acorazados más poderosos construidos en Francia.
Su quilla, fue puesta en grada en 1935 en la localidad de  Brest, fue botado en enero de 1939, y comenzó sus pruebas de mar en enero de 1940.

## Entrada en servicio y los años de Vichy
Tras la decisiva ofensiva alemana en la Batalla de Francia, el incompleto Richelieu al mando del Capitán Marzin, abandonó Brest el 18 de junio de 1940, para escapar del avance de las fuerzas alemanas, escoltado por los destructores de clase Adroit 'Fougueux' y Frondeur. Arribó a Dakar el 23 de junio de 1940. Las autoridades políticas locales decidieron que el buque fuera transferido a Casablanca dos días después, ante la aparición de un poderoso grupo de combate británico. Posteriormente, retornó a Dakar el 28 de junio y aunque sólo estaba completado al 95%, fue dado de alta el 15 de julio de 1940.
El armisticio entre Francia y Alemania, provocó en la Royal Navy el temor de que la flota francesa, fuera controlada por las potencias del Eje, motivo por el cual los torpederos Swordfish del portaaviones HMS Hermes iniciaron el 8 de julio de 1940 un ataque sobre la flota francesa, que se encontraba fondeada en Mers-el-Kebir. Un torpedo hizo impacto bajo su cubierta blindada y dañó el eje de estribor, dejándolo inhabilitado. La inundación hizo su popa posarse en el fondo. El agua pudo posteriormente ser bombeada fuera del buque en pocos días y tras algunas reparaciones de emergencia, pudo navegar para emergencias.
El 24 de septiembre, el Richelieu luchó contra las fuerzas navales de los aliados en la batalla de Dakar. Tuvo lugar un duelo artillero entre el Richelieu y el acorazado británico HMS Barham: el Barham fue impactado en dos ocasiones por la artillería secundaria y el Richelieu recibió dos proyectiles de 381 mm (15”), que no causaron daños graves. El Richelieu fue más seriamente dañado cuando recibió un nuevo impacto de un proyectil de 381 mm que inhabilitó los cañones de 381 mm de la torre número 2, lo que fue debido al uso de un inadecuado tipo de propelente. Finalmente, las fuerzas británicas fueron rechazadas.
Las reparaciones provisionales, se completaron el 24 de abril de 1941 y el Richelieu pudo navegar con tres motores a 14 nudos, pero con solo tres cañones de 381 mm en servicio, ya que otra explosión, daño otro de los cañones.

## Al servicio de los aliados

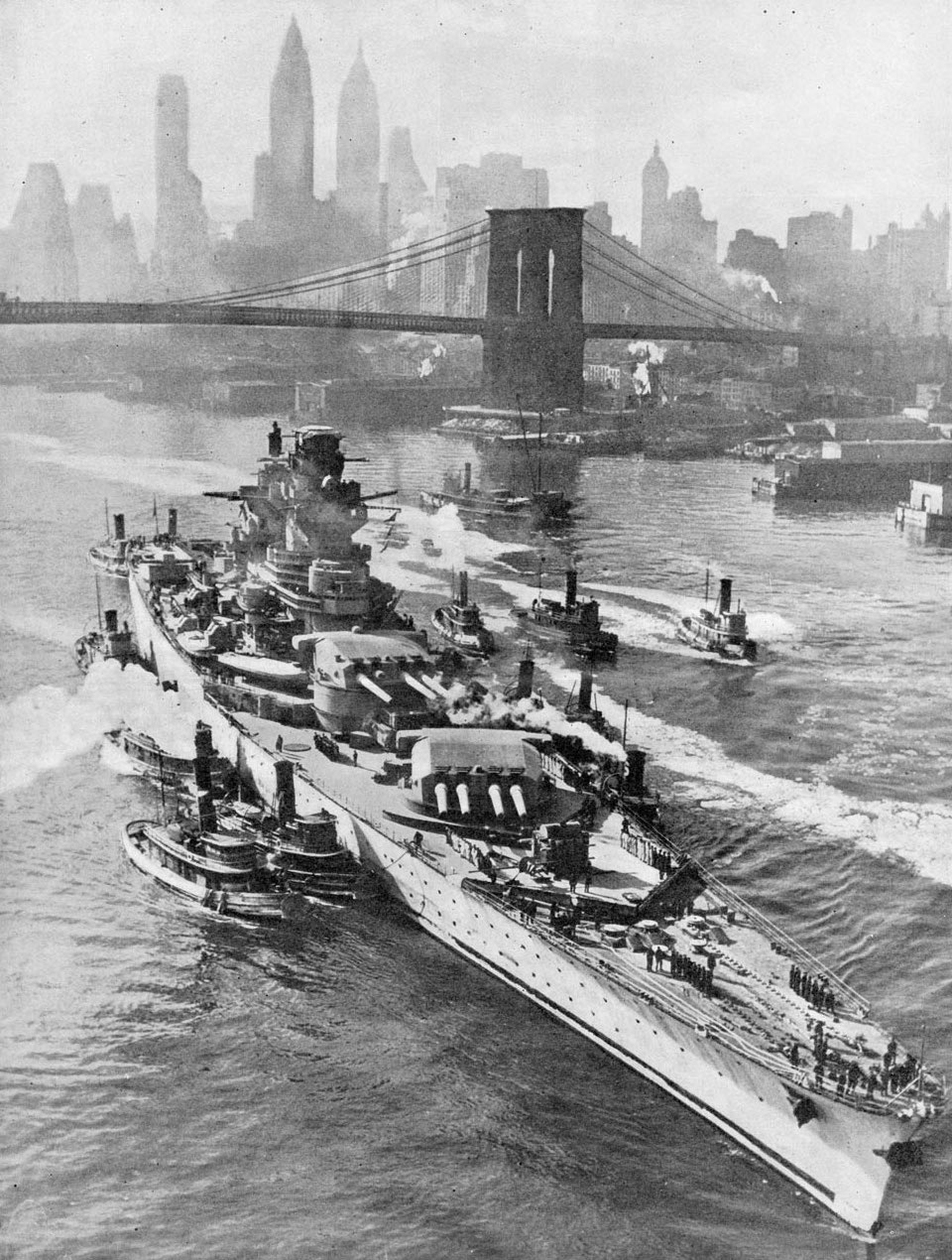
El Richelieu entra en Nueva York con su torre dañada.

Tras unirse las fuerzas francesas del norte de África a los aliados en noviembre de 1942, el Richelieu navegó hasta los astilleros navales de  New York para ser reparado y modernizado, en los que entró el  30 de enero de 1943, fue declarado finalizado el 10 de octubre de 1943. Se le realizaron numerosas modificaciones en su armamento antiaéreo, con el añadido de 56 cañones de 40 mm en 14 montajes cuádruples y 48 de 20 mm en montajes simples, substituyendo a los originales de 37 mm semiautomáticos y a las ametralladoras Hotchkiss de 13,2 mm. También fue necesario crear una fábrica para abastecer al buque de la munición de su artillería principal. Tras finalizar las obras, zarpó el 14 de octubre con rumbo a Mers el-Kebir y después, prosiguió hacia Scapa Flow, a donde arribó el 20 de noviembre.
El Richelieu sirvió con la Home Fleet británica desde noviembre de 1943 hasta marzo de 1944, periodo en el que participó en una operación en las costas de Noruega en enero de 1944. Después fue transferido a la también británica Eastern Fleet para cubrir a los acorazados británicos en proceso de modernización. Todo esto, con el pesar de los fuertes sentimientos anti-Gaullistas a bordo, y con las limitaciones de su radar y munición, solo disponibles a través de recursos de los Estados Unidos. Arribó a Trincomalee, Ceylan (actual Sri Lanka) el 10 de abril de 1944, a tiempo para unirse al ataque de la Task Force 65  sobre Sabang el 19 de abril (Operación Cockpit) y sobre Surabaya en mayo de 1944 (Operación Transom) y en las Operaciones Councillor y  Pedal en junio. El 22 de julio, navegó para atacar Sabang y Sumatra (Operación Crimson) y retornó a Trincomalee el día 27.
Fue relevado por el HMS Howe, el Richelieu retornó a Casablanca el 7 de septiembre para reparaciones y modernización, y volvió a Trincomalee el 20 de marzo de 1945. Esta vez, con la Task Force 63 de la Eastern Fleet británica, participó en nuevos bombardeos sobre Sabang en abril y sobre las islas Nicobar desde finales de abril a principios de mayo. Su siguiente operación, la interceptación del crucero japonés Haguro fue abortada. 
Después de ser actualizado en Durban en los meses de julio y agosto, el Richelieu retornó a Trincomalee tras la rendición japonesa para cubrir la reocupación británica de Malasia, en septiembre. Durante estas operaciones, fue dañado por una mina magnética. 
Estuvo presente en la bahía de Tokio durante la firma de la rendición de Japón.

## Posguerra

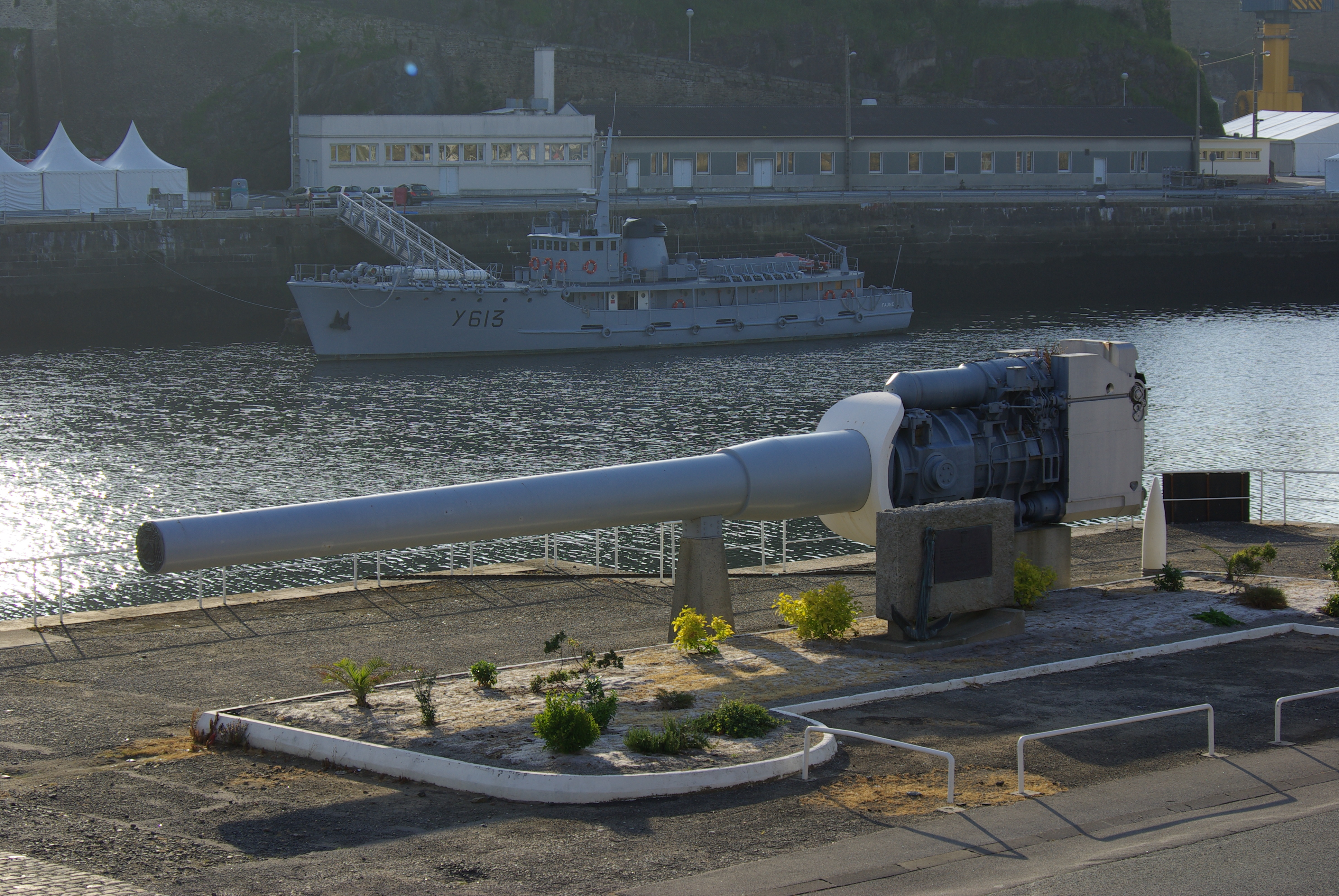
uno de los dos cañones preservados de 380 mm del Richelieu, junto al río Penfeld en Brest, Francia

A finales de septiembre de 1945, el Richelieu escoltó un convoy de tropas francesas hasta Indochina para restablecer el control colonial francés, y bombardeó objetivos en la conocida como primera guerra de Indochina. El 29 de diciembre, partió con rumbo a Francia, arribando a Tolón el 11 de febrero de 1946. 
Realizó visitas al Reino Unido y Portugal en 1946 y transportó al presidente francés Vincent Auriol en una gira por las colonias del África francesa entre abril y junio de 1947. Después, permaneció en aguas de la metrópoli hasta el 16 de octubre de 1948, cuando fue retirado del servicio activo para ser transformado en un buque de entrenamiento de artillería. 
Desde el 25 de mayo de 1956, fue usado como buque-cuartel en Brest, y fue puesto en reserva en 1958. El Richelieu fue dado de baja el 16 de enero de 1968 y renombrado Q432. Fue desguazado por Cantieri Navali Santa María de Génova desde septiembre de 1968. Uno de sus cañones, se encuentra expuesto en el puerto de Brest.